# Kimball Taylor Harper
Kimball Taylor Harper (15 de febrero de 1931 - 2 de octubre de 2011 ) fue un botánico estadounidense, que se halla registrado en IPNI, como descubridor de nuevas especies, y demás.

## Biografía
En 1963, recibió su Ph.D. por la Universidad de Wisconsin-Madison.
Después de graduarse, se unió a la facultad de la Universidad de Utah. Después de diez años, llegó a la Universidad Brigham Young como presidente del Departamento de Botánica y Ciencias Range. Fue autor y editor de más de 130 trabajos científicos. Fue editor de la revista científica "Ecología y Monografías ecológicos".

## Algunas publicaciones

### Libros
- r. Van Buren, j.c. Cooper, l.m. Shultz, kimball t. Harper. 2012. Woody plants of Utah: a field guide to native and naturalized trees, shrubs, cacti, and vines. USU Press, Logan, UT 520 pp.

- kimball t. Harper, larry l. St. Clair, w.m. Hess, kaye h. Thorne. 1998. Natural History of the Colorado Plateau and Great Basin. Ed. 	University Press of Colorado, 294 pp. ISBN 0870815113, ISBN 9780870815119

- r.d. Ramsey, kimball taylor Harper. 1983. Influence of Tree Overstory on Understory Production and Composition in Aspen Forests of Central Utah. Ed. Brigham Young Univ. Dept. of Botany and Range Sci. 54 pp.

## Honores

### Membresías[1]
- Academia Nacional de Ciencias de Estados Unidos
- Asociación Estadounidense para el Avance de la Ciencia

### Galardones
- premio Karl G. Maeser a la "Excelencia en la Investigación y las artes creativas"
- 32.º anual Karl G. Maeser Distinguido Profesor de la Facultad, que es el máximo galardón académico de la Universidad
- "Excelencia en la Enseñanza" premio que recibió, basado exclusivamente en el voto estudiantil[2]

- La abreviatura «K.T.Harper» se emplea para indicar a Kimball Taylor Harper como autoridad en la descripción y clasificación científica de los vegetales.[3]